# República Checa nos Jogos Olímpicos de Verão de 2012
A República Checa competiu nos Jogos Olímpicos de Verão de 2012, que aconteceram na cidade de Londres, no Reino Unido, de 27 de julho até 12 de agosto de 2012.

## Medalhistas
| Atleta            | Esporte  | Evento                  | Medalha |
| ----------------- | -------- | ----------------------- | ------- |
| Vavřinec Hradilek | Canoagem | Slalom K-1 masculino    | Prata   |
| Ondřej Synek      | Remo     | Skiff simples masculino | Prata   |

## Desempenho

### Atletismo
Masculino
| Atleta        | Evento                | Preliminar | Preliminar | Quartas-de-final | Quartas-de-final | Semifinal | Semifinal | Final       | Final       |
| Atleta        | Evento                | Marca      | Posição    | Marca            | Posição          | Marca     | Posição   | Marca       | Posição     |
| ------------- | --------------------- | ---------- | ---------- | ---------------- | ---------------- | --------- | --------- | ----------- | ----------- |
| Jaroslav Bába | Salto em altura       | 2,21m      | 21º        |                  |                  |           |           | Não avançou | Não avançou |
| Lukáš Melich  | Lançamento de martelo | 75,88m q   | 9º         | 77,17m           | 6º               |           |           |             |             |

### Canoagem slalom
Masculino
| Atleta                            | Evento | Preliminar | Preliminar | Preliminar | Preliminar | Semifinais | Semifinais | Final       | Final       |
| Atleta                            | Evento | Descida 1  | Descida 2  | Total      | Posição    | Tempo      | Posição    | Tempo       | Posição     |
| --------------------------------- | ------ | ---------- | ---------- | ---------- | ---------- | ---------- | ---------- | ----------- | ----------- |
| Stanislav Ježek                   | C-1    | 94s09      | 206s82     | 94s09      | 9º         | 104s37     | 7º         | 105s73      | 5º          |
| Vavřinec Hradilek Stanislav Ježek | C-2    | 106s91     | DNS        | 106s91     | 9º         | 115s50     | 9º         | Não avançou | Não avançou |
| Jaroslav Volf Ondřej Štěpánek     | C-2    | 104s00     | 150s87     | 104s00     | 8º         | 112s22     | 7º         | Não avançou | Não avançou |
| Vavřinec Hradilek                 | K-1    | 87s44      | 87s66      | 87s44      | 3º         | 99s58      | 8º         | 94s78       |             |

Feminino
| Atleta              | Evento | Preliminar | Preliminar | Preliminar | Preliminar | Semifinais | Semifinais | Final  | Final   |
| Atleta              | Evento | Descida 1  | Descida 2  | Total      | Posição    | Tempo      | Posição    | Tempo  | Posição |
| ------------------- | ------ | ---------- | ---------- | ---------- | ---------- | ---------- | ---------- | ------ | ------- |
| Štěpánka Hilgertová | K-1    | 101s50     | 100s75     | 100s75     | 5º         | 114s10     | 9º         | 109s16 | 4º      |

### Halterofilismo
Masculino
| Atleta     | Evento | Arranque (kg) | Arremesso (kg) | Total (kg) | Posição |
| ---------- | ------ | ------------- | -------------- | ---------- | ------- |
| Jiří Orság | +105kg | 187,0         | 239,0          | 426,0      | 7º      |

### Natação
Masculino
| Atletas       | Evento      | Eliminatórias | Eliminatórias | Semifinal   | Semifinal   | Final       | Final       |
| Atletas       | Evento      | Tempo         | Posição       | Tempo       | Posição     | Tempo       | Posição     |
| ------------- | ----------- | ------------- | ------------- | ----------- | ----------- | ----------- | ----------- |
| Martin Verner | 100 m livre | 49s49         | 23º           | Não avançou | Não avançou | Não avançou | Não avançou |

Feminino
| Atletas             | Evento          | Eliminatórias | Eliminatórias | Semifinal   | Semifinal   | Final       | Final       |
| Atletas             | Evento          | Tempo         | Posição       | Tempo       | Posição     | Tempo       | Posição     |
| ------------------- | --------------- | ------------- | ------------- | ----------- | ----------- | ----------- | ----------- |
| Simona Baumrtová    | 100 m costas    | 59s99 Q       | 10º           | 1min00s02   | 10º         | Não avançou | Não avançou |
| Simona Baumrtová    | 200 m costas    | 2min10s03 Q   | 12º           | 2min10s18   | 14º         | Não avançou | Não avançou |
| Petra Chocova       | 100 m peito     | 1min08s59     | 24º           | Não avançou | Não avançou | Não avançou | Não avançou |
| Martina Moravčíková | 200 m borboleta | 2min28s54     | 26º           | Não avançou | Não avançou | Não avançou | Não avançou |
| Barbora Zavadova    | 200 m medley    | 2min17s54     | 32º           | Não avançou | Não avançou | Não avançou | Não avançou |
| Barbora Zavadova    | 400 m medley    | 4min41s84     | 15º           |             |             | Não avançou | Não avançou |

### Remo
Masculino
| Equipe       | Evento        | Eliminatórias | Eliminatórias | Repescagem | Repescagem | Quartas | Quartas  | Semifinal | Semifinal | Final   | Final                |
| Equipe       | Evento        | Tempo         | Posição       | Tempo      | Posição    | Tempo   | Posição  | Tempo     | Posição   | Tempo   | Posição (Pos. final) |
| ------------ | ------------- | ------------- | ------------- | ---------- | ---------- | ------- | -------- | --------- | --------- | ------- | -------------------- |
| Ondřej Synek | Skiff simples | 6m53s23       | 1º Q          | BYE        | BYE        | 6m53s32 | 1º S A/B | 7m16s58   | 1º FA     | 6m59s37 | Medalha de prata     |

### Tênis de mesa
Classificado para o individual feminino:
- Iveta Vacenovska

### Tiro
Masculino
| Atleta           | Evento                | Qualificação | Qualificação | Final       | Final       | Posição |
| Atleta           | Evento                | Placar       | Posição      | Placar      | Total       | Posição |
| ---------------- | --------------------- | ------------ | ------------ | ----------- | ----------- | ------- |
| Martin Podhráský | Tiro rápido 25 m      | 583          | 7º           | Não avançou | Não avançou | 7º      |
| Martin Strnad    | Tiro rápido 25 m      | 580          | 9º           | Não avançou | Não avançou | 9º      |
| Václav Haman     | Carabina de ar 10 m   | 590          | 33º          | Não avançou | Não avançou | 33º     |
| Václav Haman     | Carabina deitado 50 m |              |              |             |             |         |
| Jakub Tomeček    | Skeet                 | 117          | 19º          | Não avançou | Não avançou | 19º     |
| Jan Sychra       | Skeet                 | 120          | 6º           | 23          | 143         | 6º      |
| David Kostelecký | Fossa olímpica        | 120          | 14º          | Não avançou | Não avançou | 14º     |
| Jiří Lipták      | Fossa olímpica        | 119          | 18º          | Não avançou | Não avançou | 18º     |

Feminino
| Atleta          | Evento                | Qualificação | Qualificação | Final  | Final | Posição |
| Atleta          | Evento                | Placar       | Posição      | Placar | Total | Posição |
| --------------- | --------------------- | ------------ | ------------ | ------ | ----- | ------- |
| Lenka Marušková | Pistola de ar de 10 m | 385          | 7º Q         | 97.6   | 482.6 | 8º      |

### Triatlo
| Atleta           | Evento    | Natação (1,5km) | Ciclismo (40km) | Corrida (10km) | Tempo total | Posição |
| ---------------- | --------- | --------------- | --------------- | -------------- | ----------- | ------- |
| Přemysl Švarc    | Masculino | 18m08           | 59m37           | 33m13          | 1h52m08     | 45º     |
| Jan Čelůstka     | Masculino | 17m25           | 58m49           | 32m54          | 1h50m17     | 30º     |
| Radka Vodičková  | Feminino  | 19m59           | 1h06m14         | 36m21          | 2h02m34     | 20º     |
| Vendula Frintová | Feminino  | 20m12           | 1h05m59         | 35m57          | 2h02m08     | 15º     |